# Torpet Paradiset

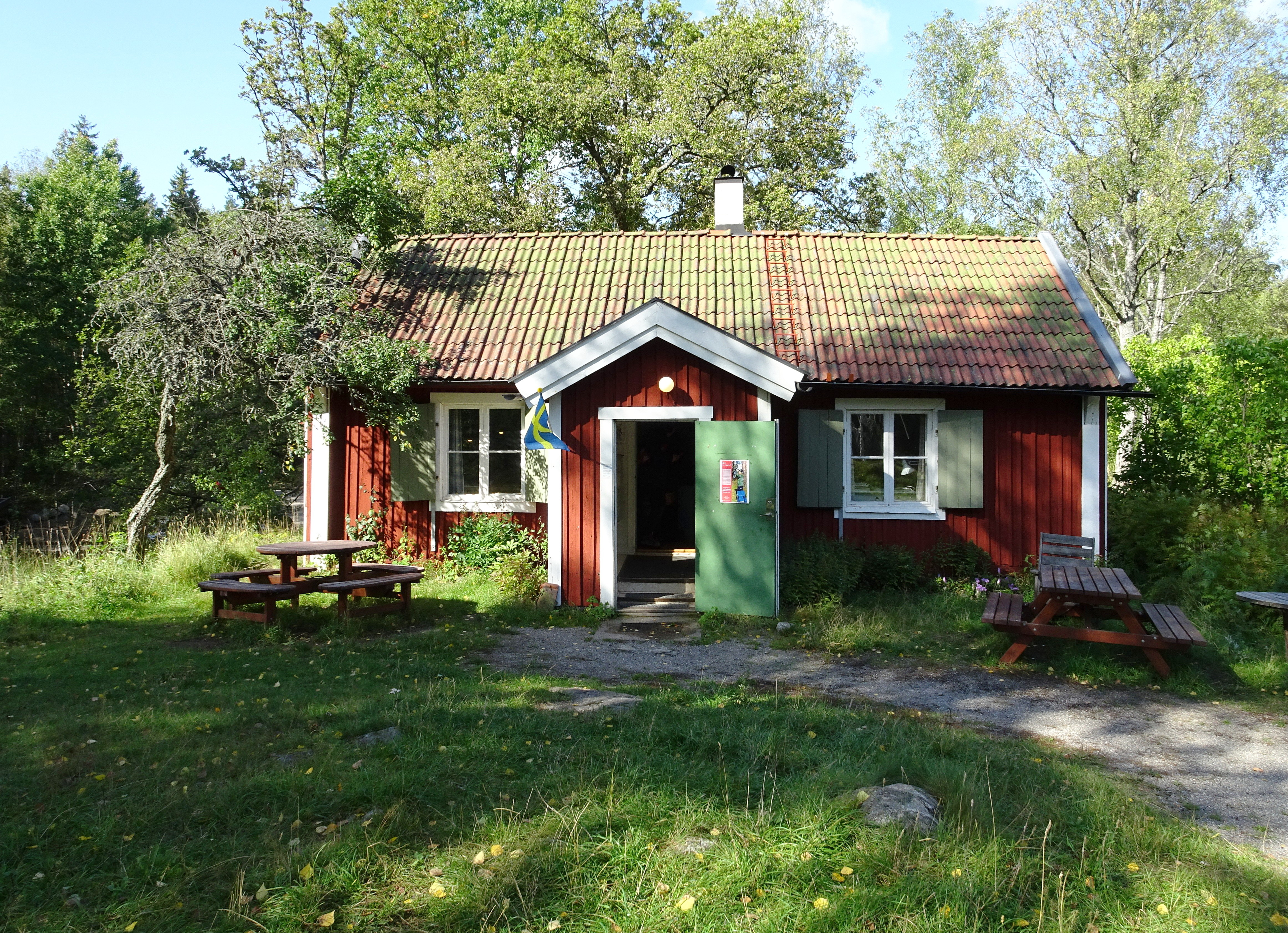
Torpet Paradiset, september 2019.

Torpet Paradiset, eller endast "Paradiset", är ett gammalt torp i Paradisets naturreservat, ett friluftsområde nära sjön Ådran i Huddinge kommun på Södertörn söder om Stockholm.

## Historik

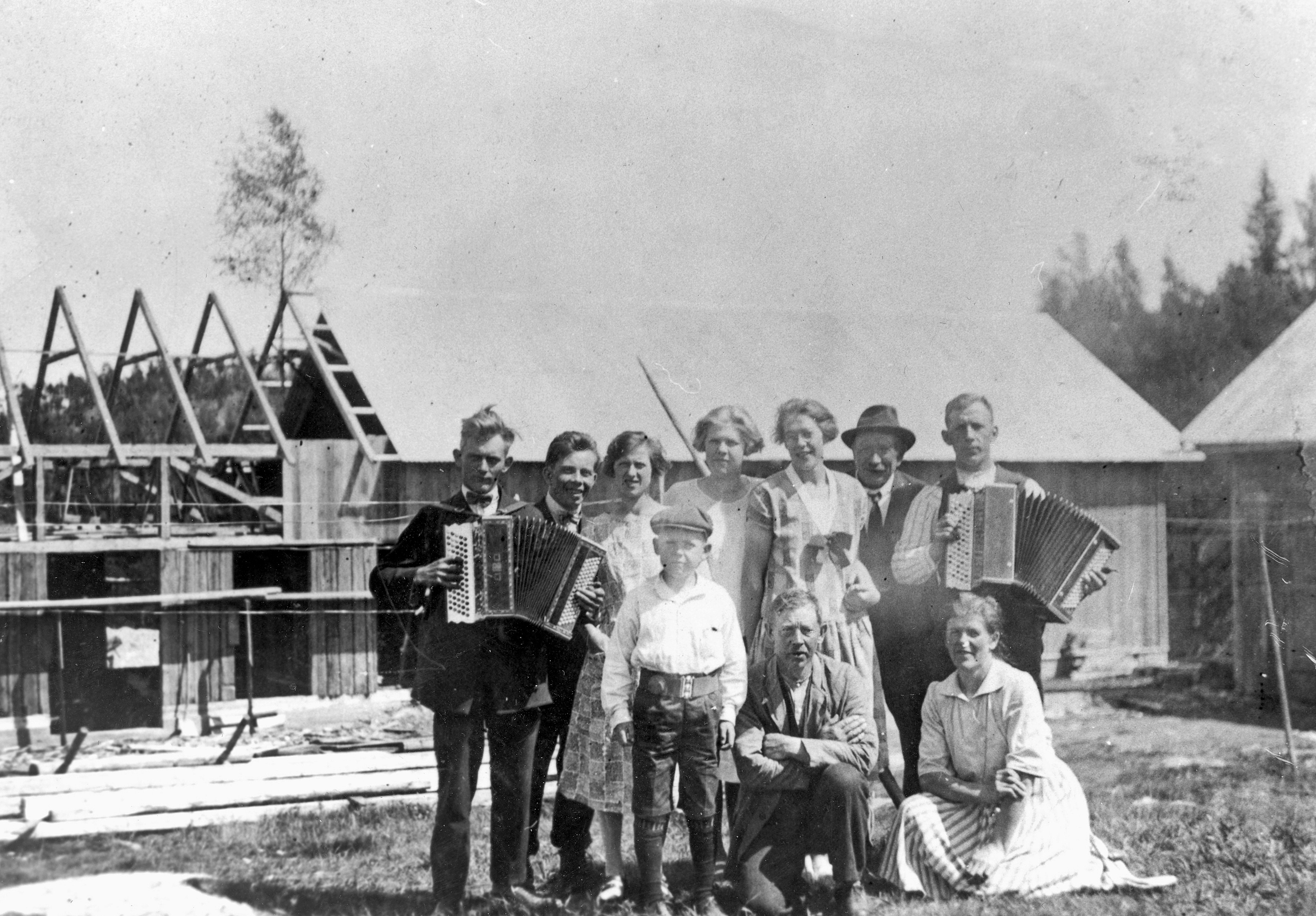
Taklagsfest för nya ladan 1926.

Torpet Paradiset låg ursprungligen under Lissma gård. Stället finns upptaget i husförhörslängden första gången 1830. Mellan 1832 och 1835 stod byggnaden öde. Paradiset var sedan växelvis torp och statarbostad. 
Den siste torparen hette Gustav Leonard Waxin (född 1839) med hustru Maria Christina (född Jansson 1852). Som bisyssla bedrev de även ett mindre tvätteri. 1915 avstyckades Paradiset som självständigt småbruk som 1920 övertogs av sonen Knut Otto Waxin. Till Paradiset som självägande gård med fastighetsbeteckningen Lissma 4:70 hörde en areal om tre hektar åkrar och 19 hektar skog. 1926 byggdes en ny lada.
De så kallade Lissmafastigheterna förvärvades 1951 av Stockholms stad för 1 043 855 kronor och 1953 beslutades att upplåta torpet Paradiset till Friluftsfolkets Samarbetskommitté. Hyran fastställdes till fem kronor årligen. Samma år öppnades torpet som raststuga och började hyras ut till vandrare för övernattning.

## Torpet idag

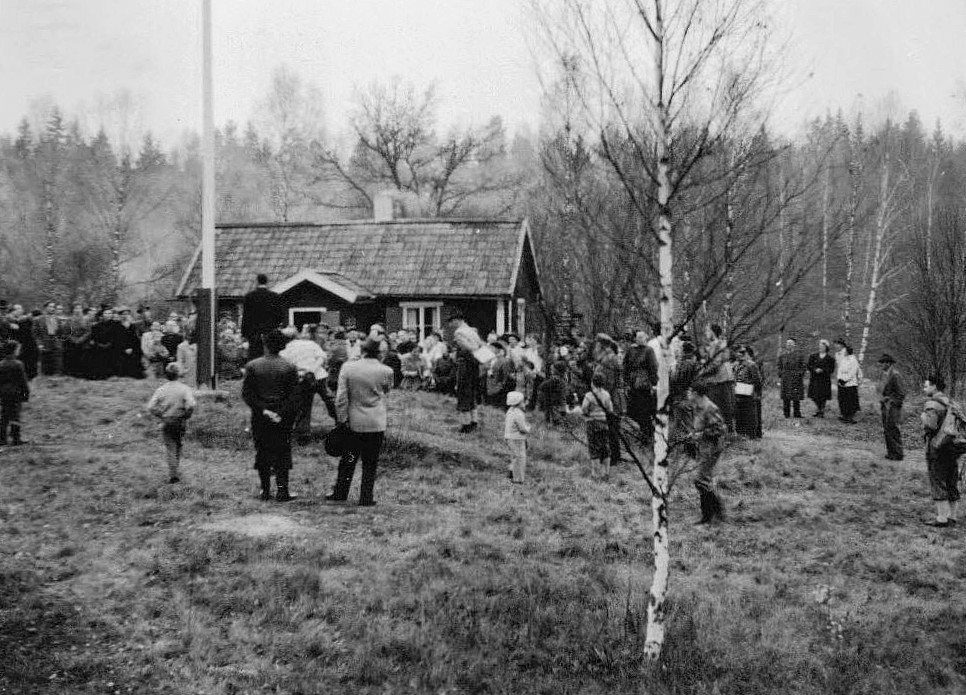
Torpet Paradiset invigningen 1953.

Utöver torpstugan existerar idag fortfarande ladugården vilken nyttjas som servicebyggnad. Intill torpet står Lillstugan som också hör till den ursprungliga bebyggelsen. 
Paradiset fungerar idag som rast- och övernattningsstuga och startpunkt till ett flertal vandringsleder inom Hanvedens skogsområde. Även tre etapper av Sörmlandsleden går via Paradiset. Från öster kommer en etapp från Rudans gård belägen vid Handens pendeltågsstation. Åt väster fortsätter nästa etapp till Lida friluftsgård och åt söder går en sträcka kallad Nynäsleden via Tornberget ner mot Nynäshamn.
I området finns flera insjöar, rastplatser samt vindskydd och kojor för övernattning åt vandrare. Också själva torpet går att hyra för övernattning eller för andra ändamål. Vid sjön Trehörningen har det legat ett konstruerat sameläger; en timrad byggnad finns kvar sedan den tiden och i närheten finns direkt öster om sjön och vandringsleden den så kallade Klagomuren, en anlagd kanal med stenmurar som byggdes i början på 1800-talet. 
I sluttningen ovanför (nordost) Paradiset finns de äldsta fynden av mänsklig verksamhet i Huddinge som är cirka 9 000 år gamla. Hit kom jägare och fiskare direkt efter senaste istiden och tog sig fram mellan öarna med sina lätta skinnklädda kanoter. Man har påträffat kvartsavslag som är rester efter tillverkning av exempelvis pilspetsar.

## Bilder

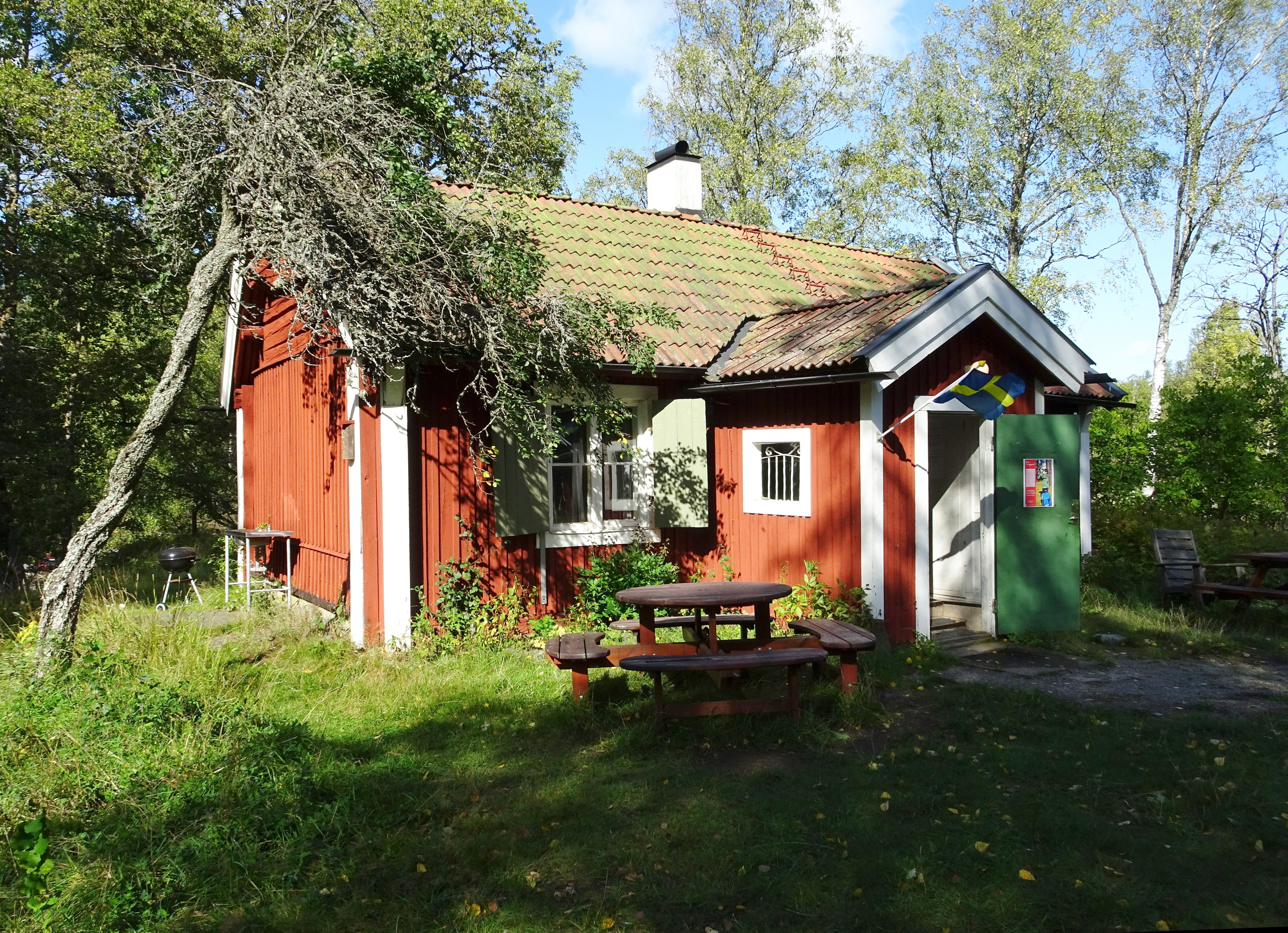
Torpet
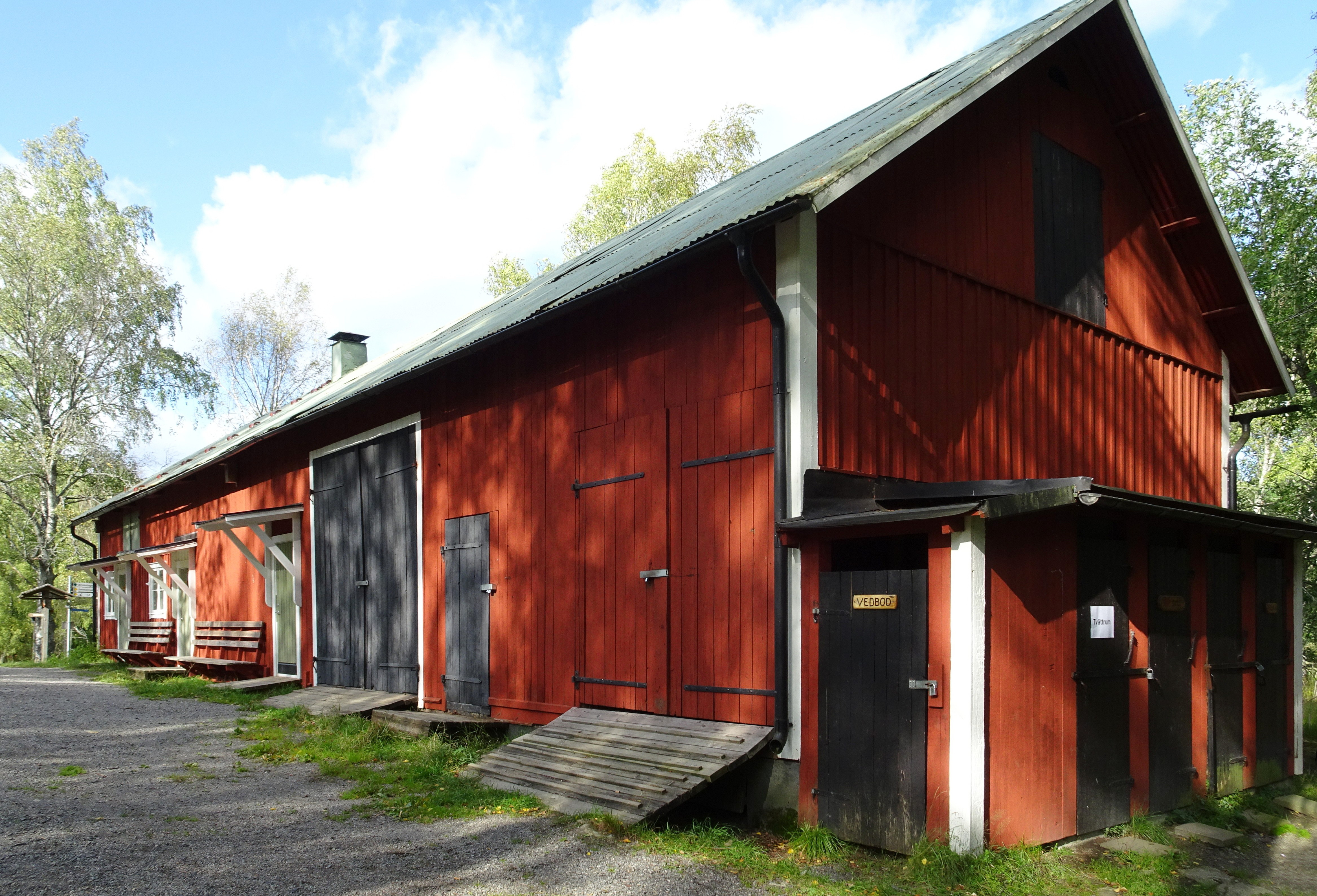
Före detta ladugården
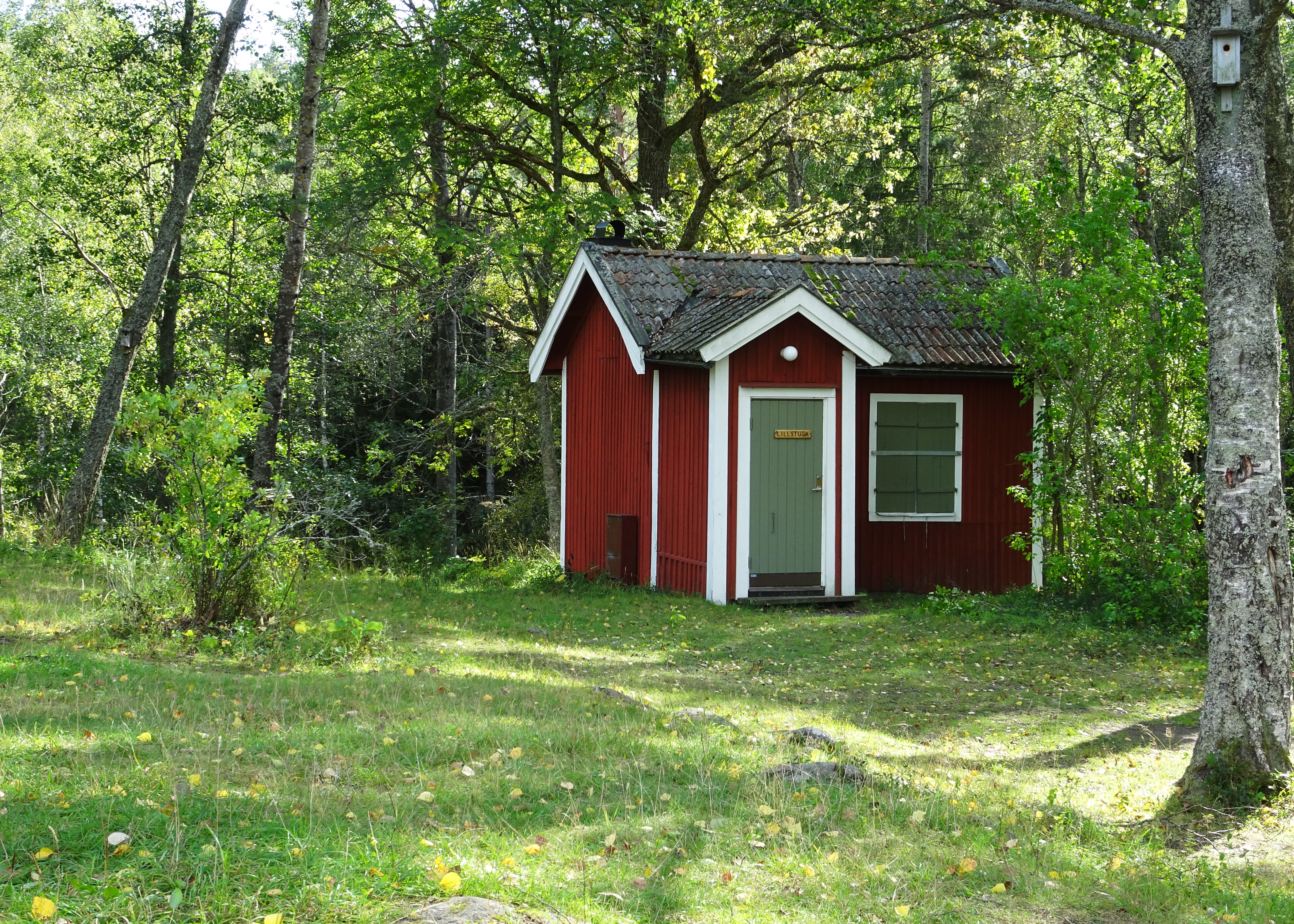
Lillstugan
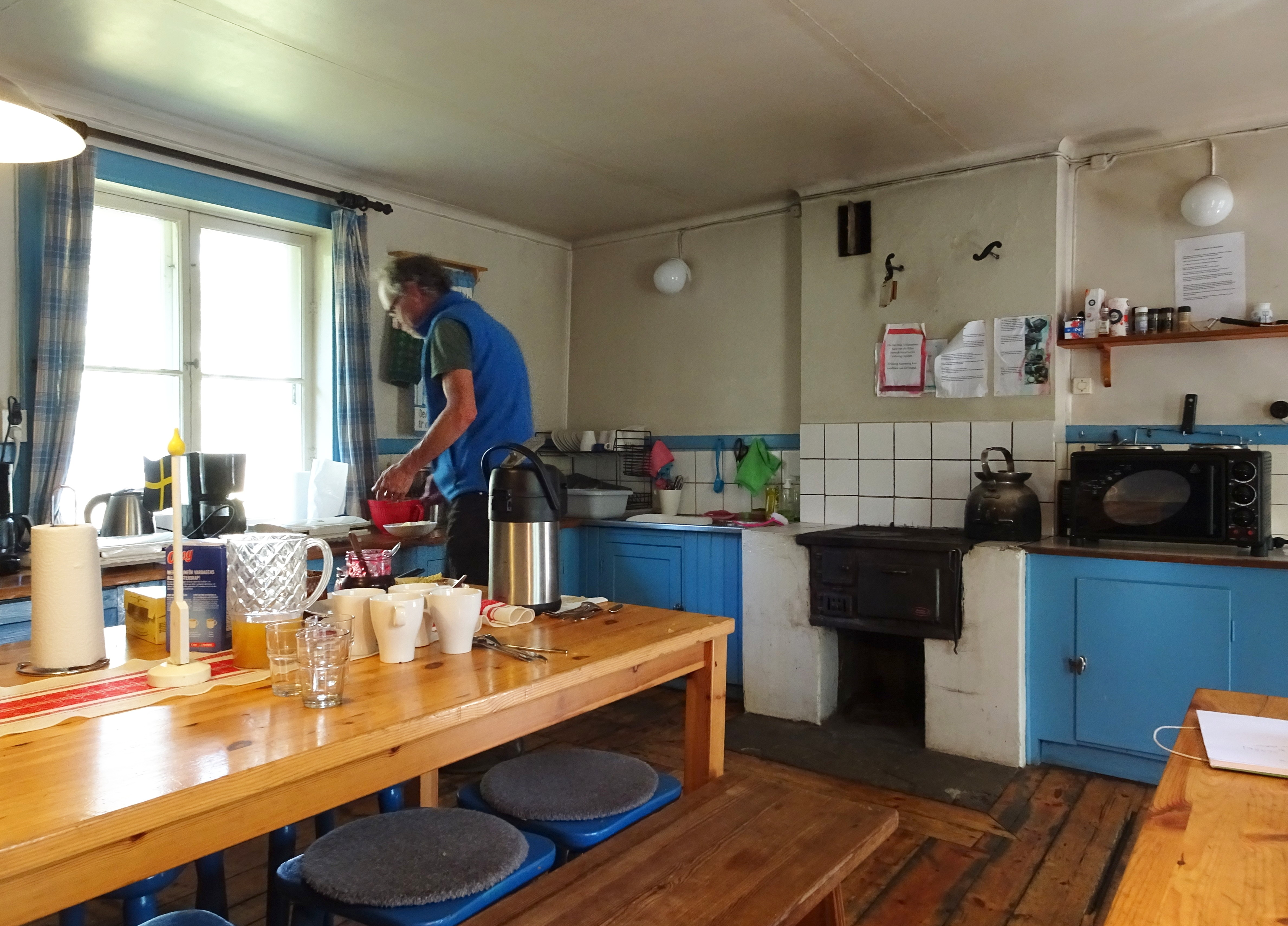
Torpets interiör
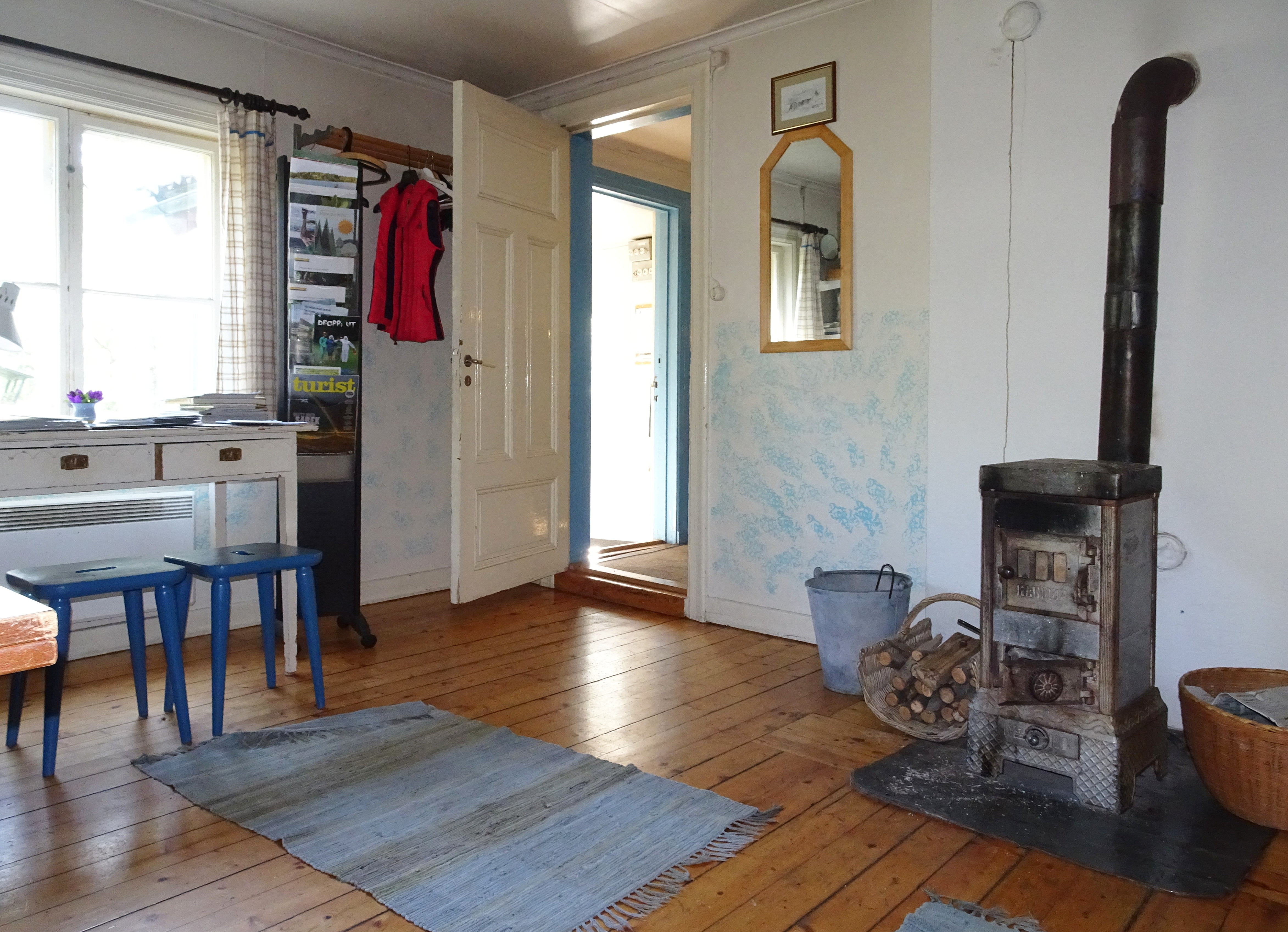
Torpets interiör